# Abdullah Al-Shaye
Abdullah Al-Shaye (em árabe: عبد الله الشايع; nascido em 1964) é um ex-ciclista olímpico saudita. Al-Shaye representou sua nação nos Jogos Olímpicos de Verão de 1984 na prova de corrida em estrada, em Los Angeles.